# Донди, Галеаццо
Галеаццо Донди далль Оролоджо (итал. Galeazzo Dondi Dall'Orologio; 19 марта 1915, Фраттамаджоре, Кампания — 22 октября 2004, Болонья) — итальянский баскетболист. Участник летних Олимпийских игр 1936 года, серебряный призёр чемпионата Европы 1937 года.

## Биография
Галеаццо Донди родился 19 марта 1915 года в итальянской коммуне Фраттамаджоре. Происходил из дворянского рода Донди далль Оролоджо, ведущего историю с XIV века.
В 1935—1946 годах играл в баскетбол за «Виртус» из Болоньи, в составе которого дважды становился чемпионом Италии (1946—1947).
3 мая 1936 года дебютировал в сборной Италии в матче против Австрии (30:17).
В том же году вошёл в состав сборной Италии по баскетболу на летних Олимпийских играх в Берлине, поделившей 7-8-е места. провёл 4 матча, набрал 10 очков (5 в матче со сборной Германии, 3 — с Чили, 2 — с Польшей).
В 1937 году завоевал серебряную медаль чемпионата Европы в Риге.
В 1936—1939 годах провёл за сборную Италии 14 матчей, набрал 21 очко.
В сезоне-1946/47 тренировал «Виртус». На протяжении 1950—1960-х годов входил в правление клуба, в 1961—1966 годах был его президентом.
Работал стоматологом.
Умер 23 октября 2004 года в Болонье.